# 부정변증법

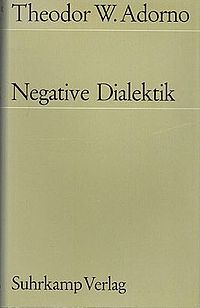

《부정변증법》 ( 독일어: Negative Dialektik)은 철학자 테오도어 아도르노의 1966년 책이다.
아도르노는 변증법으로 알려진 철학적 과정을 업데이트하여 이전에 그가 허구적이라고 믿었던 특성에서 벗어나려고 했다. 게오르크 빌헬름 프리드리히 헤겔에게 변증법은 사물이 그 자체의 부정을 포함하고 있으며 이러한 깨달음을 통해 부분이 더 큰 것으로 승화된다는 깨달음의 과정이었다. 아도르노의 변증법은 결과가 선행하는 부분보다 더 큰 어떤 것이 되는 이 긍정적인 요소를 거부하고 본질적으로 부정적인 것을 생성하는 변증법을 주장한다.
아도르노의 목적은 새로운 지식이 아리스토텔레스의 논리에 따라 정의된 반대 범주의 헤겔적 통합에서 발생하는 것이 아니라 지식의 한계를 드러냄으로써 발생한다는 점을 조명함으로써 이전의 변증법 정의의 형식적 논리적 한계를 극복하는 것이었다. 지식의 한계에 대한 그러한 계시는 경험된 대상에까지 미치며, 지식의 전체는 항상 순전히 이론적인 사고의 단순화 범주를 벗어나 있다. 아도르노는 철학과 철학과 현실의 본질적 연결이 본질적으로 본질적으로 인식론적일 수 있다는 가능성을 제기한다. 그의 성찰은 변증법의 개념을 지식의 외부 대상뿐만 아니라 사유의 과정 자체에 적용함으로써 한 단계 더 나아간다.